# The Harassed Hero
The Harassed Hero é um filme de comédia do Reino Unido, dirigido por Maurice Elvey e lançado em 1954. É baseado em um romance homônimo de Ernest Dudley.